# Roger Vivier

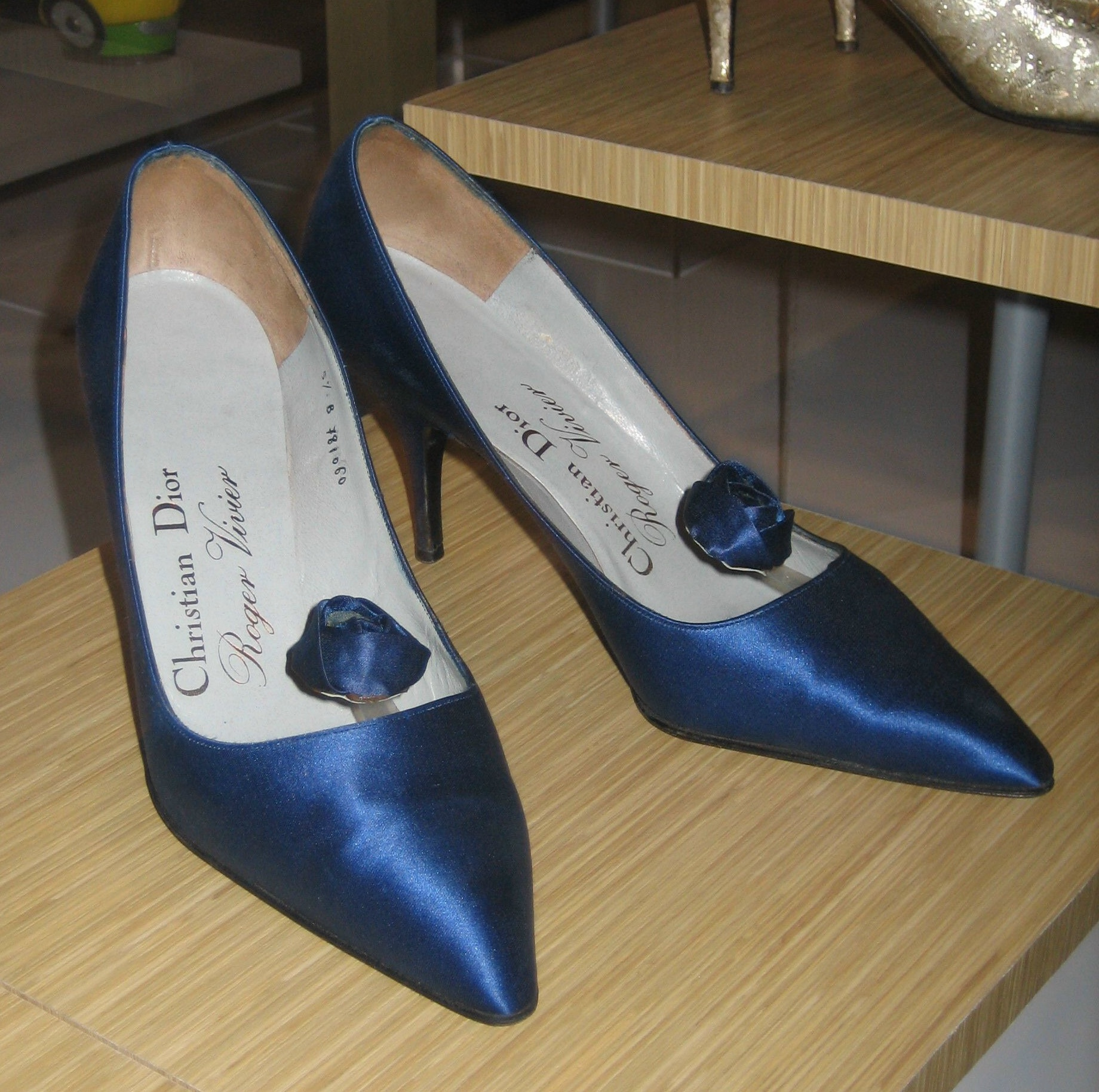
Schuhe von Roger Vivier für Christian Dior

Roger Vivier (* 1907 in Paris, Frankreich; † 1998 in Toulouse, Frankreich) war ein französischer Modedesigner, der sich auf die Entwürfe für Schuhe spezialisierte.

## Leben
Vivier wurde im Alter von neun Jahren Vollwaise. In späteren Jahren studierte er Bildhauerei an der École nationale supérieure des beaux-arts in Paris. Seit 1927 arbeitete er mit Schuhfabriken zusammen. 1932 beginnt seine Arbeit mit den Entwürfen von Farben und Lederoberflächen für Laboremus in Paris. Laboremus ist der Lederhändler und die Modellwerkstatt in Frankreich für die Heyl’schen Lederwerke in Worms-Liebenau. Für die Heyl’schen Lederwerke, damals weltweit führende Unternehmen für die Herstellung von Chevreauleder (Ziegenleder), entwarf er in den 30er Jahren bei Laboremus exklusiv Schuhe. Seine oft in den Oberflächen an die Strukturen von Skulpturen erinnernden Schuhe wurden in den Jahrzehnten nach seiner Geschäftseröffnung 1937 in der Pariser Rue Royale von Berühmtheiten wie Greta Garbo getragen.
Vivier arbeitete zur selben Zeit für Schuhfirmen wie Bally in der Schweiz, Salamander oder I. Miller by Delman in New York City. Während seines Exils im Zweiten Weltkrieg in New York City, nach einer kurzen Teilnahme als französischer Soldat, arbeitete er für Delman. Nachdem Leder 1942 infolge des Krieges in den USA rationiert wurde, entwarf er Hüte. Erst ab 1945 konnte er für Delman wieder Schuhe entwerfen und begann dabei auch mit durchsichtigem Plastik zu experimentieren. Auf dem Schiff zurück nach Frankreich 1947 traf er Christian Dior. Die beiden stellten fest, dass sie Nachbarn in Mougins waren.
Für die Krönung der britischen Königin Elizabeth II. 1953 in der Londoner Westminster Abbey fertigte Vivier die mit Rubinen besetzten Schuhe aus Chevreuleder. Von 1953 bis 1963 war Vivier für das Modehaus Christian Diors tätig, bevor er sich erneut selbständig machte. Nach seinem Tode verlor die Marke Roger Vivier etwas an Glanz, bevor sie 2001 vom Besitzer der italienischen Firma Tod’s übernommen wurde. Seit 2003 hat der italienischstämmige Bruno Frisoni die künstlerische Leitung der Firma als Kreativdirektor.
Viviers Schöpfungen, zu denen unter anderem die Schuhe mit Stiletto-Absatz aus dem Jahre 1954 gehören, werden in mehreren Museen in Nordamerika und Europa gezeigt. Die Firma Roger Vivier hat, ausgehend von ihrer von der brasilianischen Künstlerin  und Innenarchitektin Lena Pessoa entworfenen Boutique in der Rue Saint-Honoré in Paris, weitere Verkaufsstellen in Asien, Europa und Amerika. Das Sortiment der Boutiquen auf drei Kontinenten wurde schrittweise erweitert und umfasst heute Schmuck, Taschen, Gürtel und Sonnenbrillen.

## Ausstellungen
- 1987: Retrospektive zum 50-jährigen Bestehen seiner Firma im Musée des arts de la mode, Paris.
- 2014: Roger Vivier – Schuhwerke, Deutsches Ledermuseum, Offenbach am Main; danach im Nederlands Leder- en Schoenenmuseum, Waalwijk, Nordbrabant, Niederlande.[1][2]